# Districtul Barika
Barika este un district din provincia Batna, Algeria.